# Teodoro de Asine
Teodoro de Asine (em grego:  Θεόδωρος Ἀσιναῖος; séculos III-IV, provavelmente por volta de 275/280, foi um filósofo neoplatonista, e um nativo de uma das cidade que teria o nome de Asine, provavelmente Asine na Lacónia.
Ele era um discípulo de Jâmblico, um dos mais eminentes dos neoplatonistas. Proclo menciona repetidamente este filósofo nos seus comentários a Platão, e adiciona ao seu nome epítetos laudatórios como "o grande", "o admirável" e "o nobre". As obras de Teodoro foram perdidas, mas informações sobre seu conteúdo sobreviveram na literatura posterior. São conhecidos os títulos de dois escritos: "Sobre os Nomes" (Perí onomátōn) e "Que a Alma é Todas as Formas" (Hóti hē psychḗ pánta ta eídē estí). "Sobre os Nomes" provavelmente tratava da terminologia da metafísica neoplatônica. Os tópicos do tratado “Que a alma é todas as formas” incluíam, além da transmigração da alma, as consequências da doutrina de que a alma “é tudo”. Além disso, Teodoro provavelmente comentou os diálogos Timeu , Politeia , Fédon e Filebo de Platão, bem como as Categorias de Aristóteles. No entanto, os comentários podem não ter sido obras autorizadas por ele, mas apenas transcrições de suas aulas pelos alunos.